# Okręt specjalny
Okręt specjalny – okręt zaadaptowany ze statku bądź specjalnie skonstruowany do wykonywania wyspecjalizowanych zadań w ramach zabezpieczenia działań marynarki wojennej (sił morskich). Okręty specjalne nie służą do wykonywania zadań bojowych, ale przez swoją działalność przyczyniają się do ich powodzenia.
Przykładami okrętów specjalnych są okręty szkolne, sztabowe (łączności, dowodzenia, rozpoznania radioelektronicznego, dozoru radiolokacyjnego), transportowe (w tym zaopatrzeniowe). Według niektórych definicji, do okrętów specjalnych należą także okręty przeciwminowe i stawiacze min. 

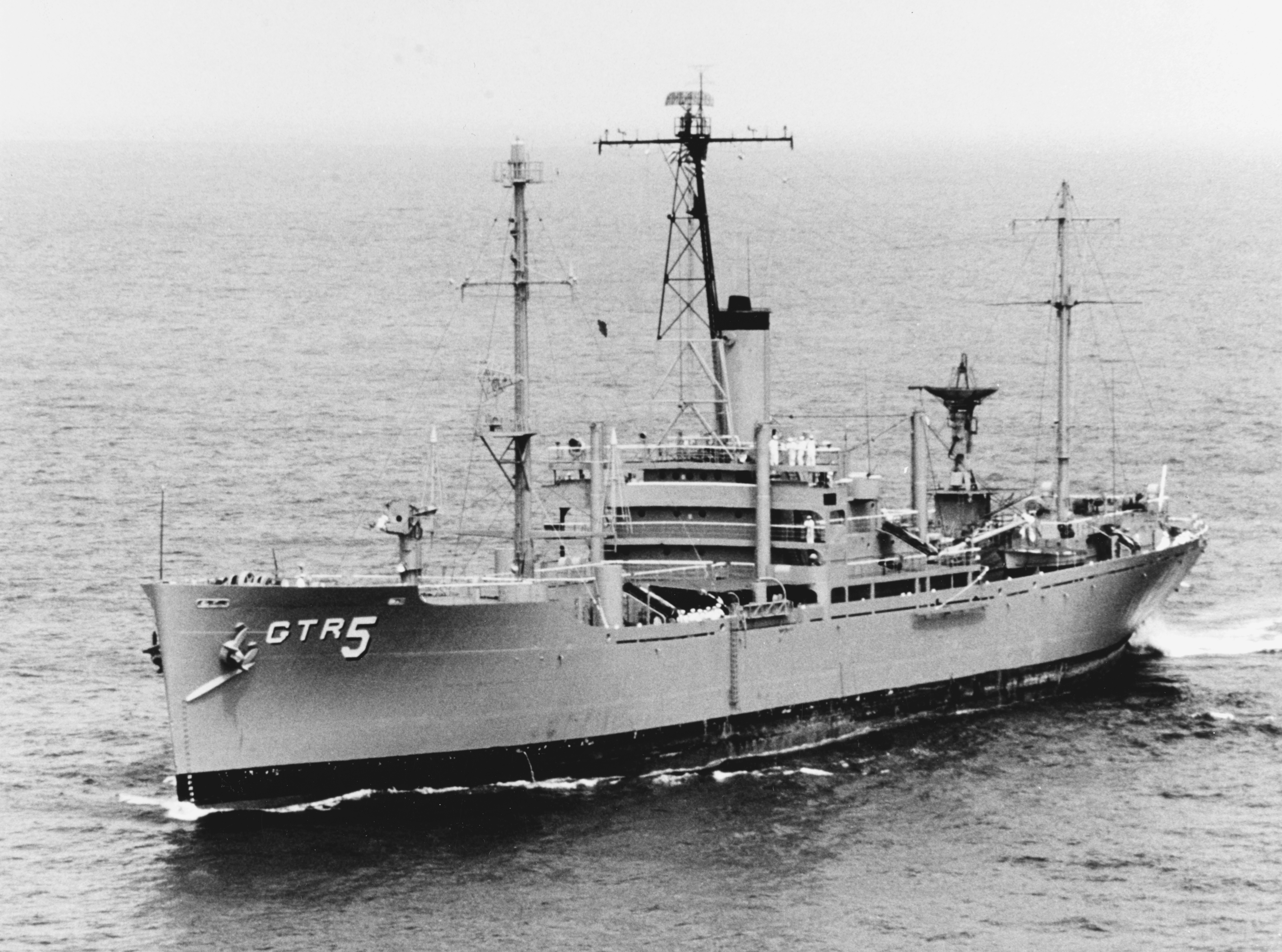
Okręt rozpoznania radioelektronicznego USS „Liberty”
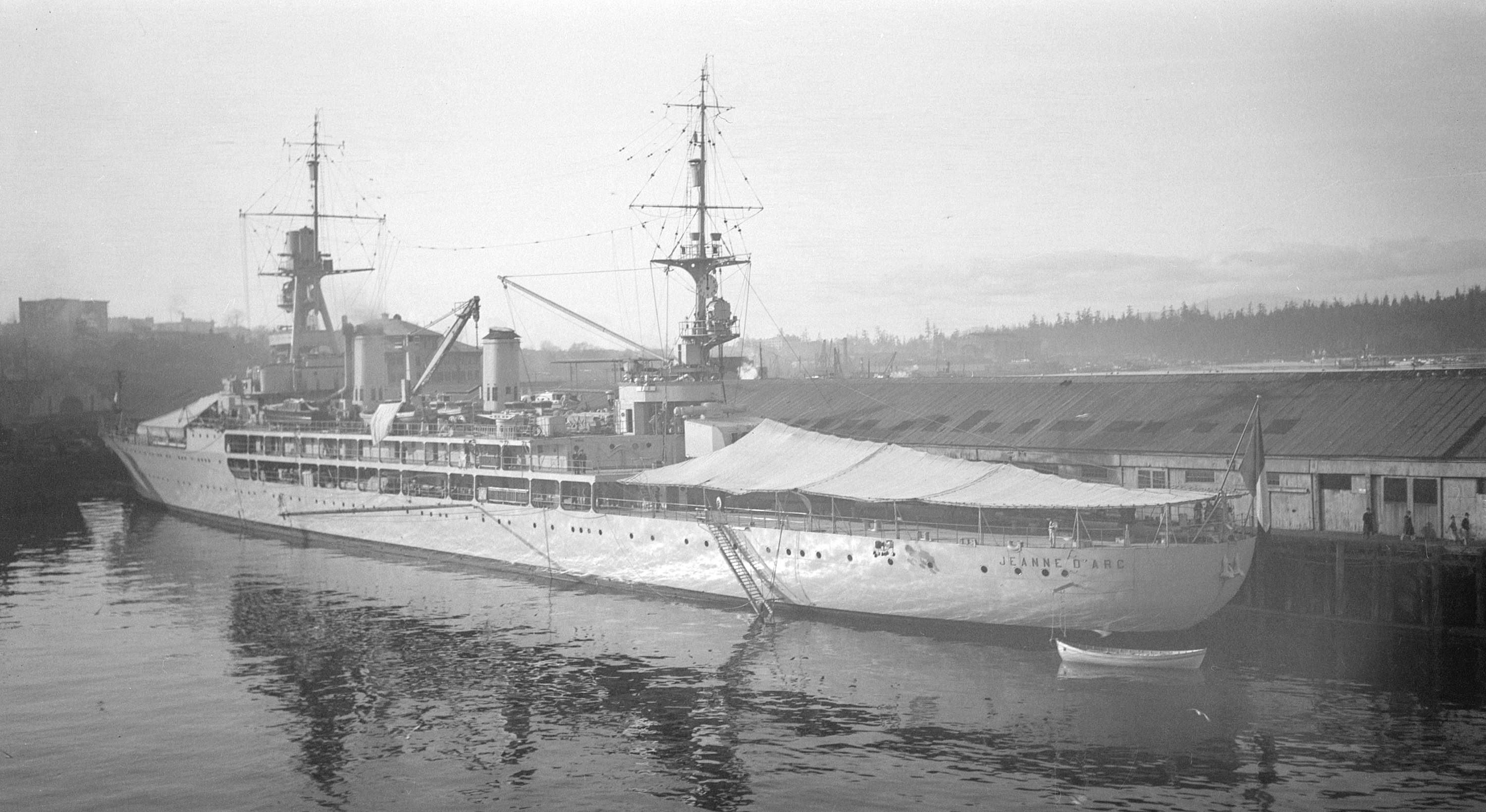
Okręt szkolny, krążownik lekki „Jeanne d’Arc”
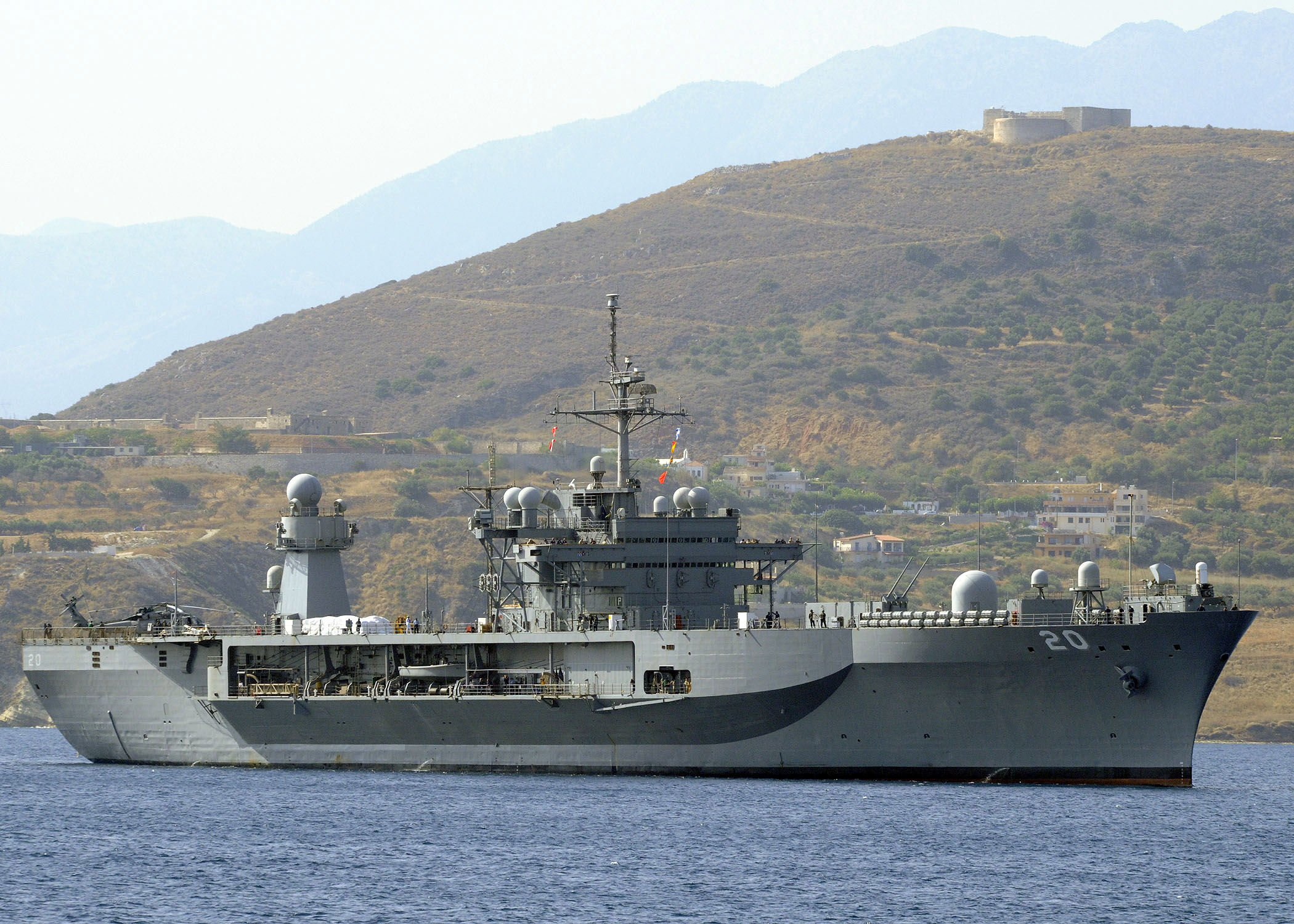
Okręt dowodzenia(inne języki) USS „Mount Whitney”